# Bensenville Yard

Der Bensenville Yard ist ein Güter- und Rangierbahnhof der Canadian Pacific Railway in Bensenville und Franklin Park, Illinois. Er liegt 25 km nordwestlich von Chicago unterhalb des O’Hare International Airport. Seine Ursprünge gehen auf einen ersten Güterbahnhof der Chicago, Milwaukee, St. Paul and Pacific Railroad (Milwaukee Road) aus dem Jahre 1916 zurück, der bis Anfang der 1950er Jahre zu einem großen Rangierbahnhof mit 70 Richtungsgleisen ausgebaut wurde. Die Milwaukee Road ist Ende der 1980er Jahre in der Canadian Pacific aufgegangen, welche die Anlagen umbaute und modernisierte. Der Bensenville Yard ist heute der größte Güter- und Rangierbahnhof (21+34 Richtungsgleise) der Canadian Pacific in den USA.

## Geschichte

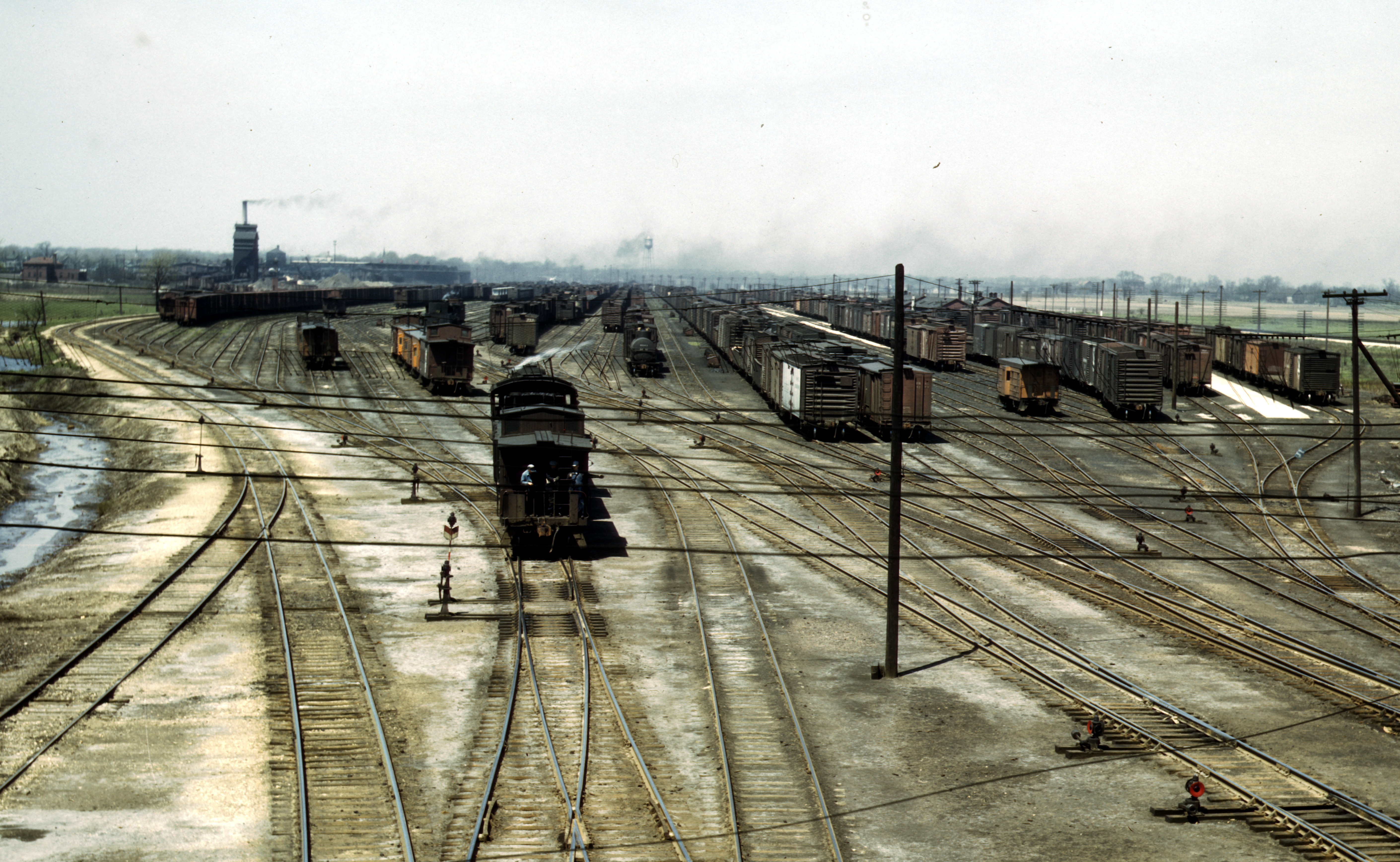
Der Bensenville Yard der Milwaukee Road 1939 (Foto von Jack Delano)

Die spätere Milwaukee Road betrieb schon ab den 1870er Jahren eine Verbindung von Chicago in den Nordwesten nach Elgin, die über das ländliche Bensenville führte. Hier entstand bis 1916 ein erster größerer Güterbahnhof mit Lokschuppen, der in den Folgejahren stetig erweitert wurde und maßgeblich zur Entwicklung von Bensenville beitrug. Zudem errichtete die Douglas Aircraft Company während des Zweiten Weltkriegs einen Werksflugplatz nördlich vom Bensenville Yard, den man später zum Chicago O’Hare International Airport ausbaute.
Durch die starke Zunahme des Güterverkehrs während und nach dem Weltkrieg erweiterte die Milwaukee Road den Bensenville Yard bis 1953 zu einem der weltgrößten Rangierbahnhöfe mit insgesamt 70 Richtungsgleisen. Auf einer Fläche von über 130 Hektar besaß er einschließlich der Einfahr- und Ausfahrgruppe etwa 200 km Gleise mit einer Gesamtkapazität von fast 9.000 Güterwagen. 1958 begann die Milwaukee Road mit dem Huckepack-Transport von Sattelaufliegern, wodurch das manuelle Umladen der Güter vermieden werden konnte. Auf der Ostseite des Bensenville Yard entstand dafür eine Verladestation für Flachwagen, die Ende der 1960er Jahre eine Fläche von fast 19 Hektar einnahm. Diese Art des Umschlags im intermodalen Güterverkehr wurde später durch das Aufkommen der ISO-Container zunehmend abgelöst und das Areal zu einem Containerterminal ausgebaut.
1986 übernahm die SOO Line Railroad die Milwaukee Road, die 1990 wiederum von der Canadian Pacific Railway aufgekauft wurde, die den Bensenville Yard Ende der 1990er Jahre umgebaute und modernisierte. Er ist heute der größte Güter- und Rangierbahnhof der Canadian Pacific in den USA, am CP Rail Chicago Intermodal Terminal wurden hier 2016 über 220.000 Container umgeschlagen.

## Heutige Anlage

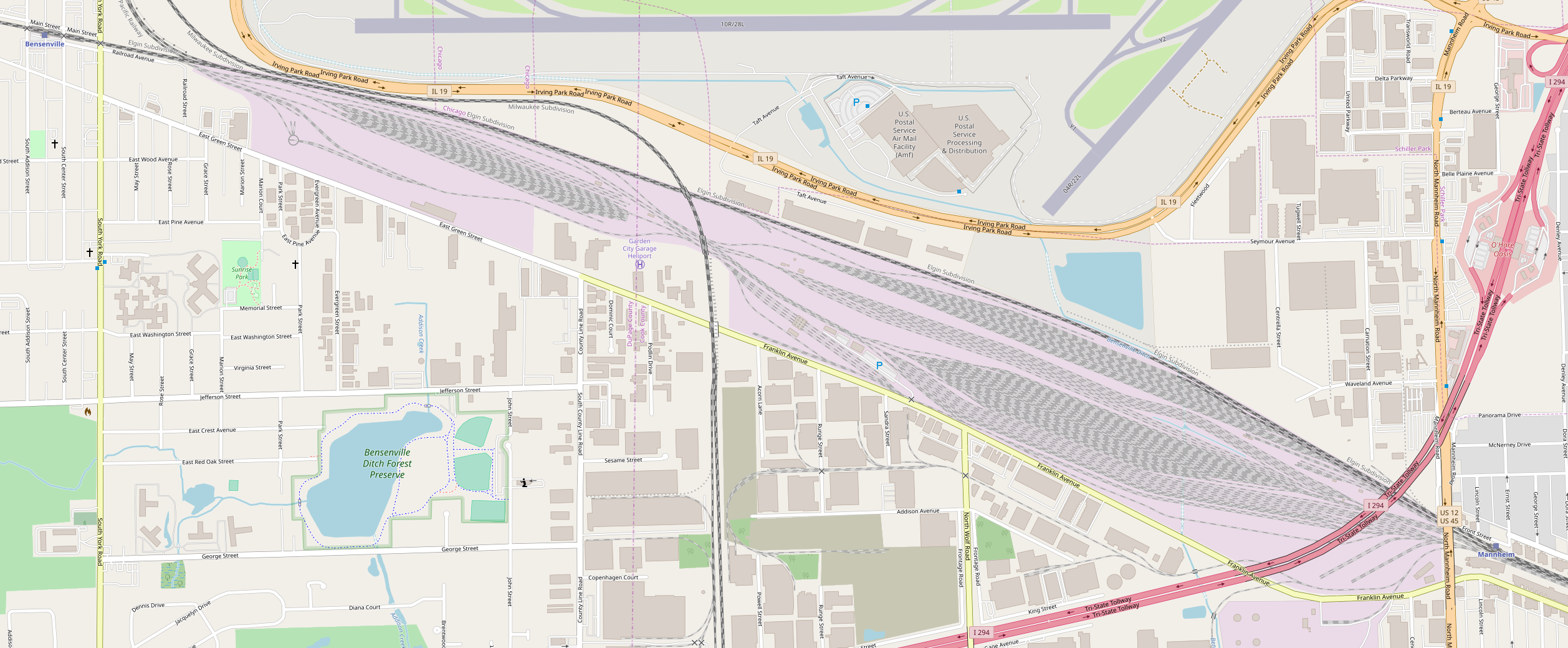
Lage des Bensenville Yard unterhalb des Chicago O’Hare International Airport

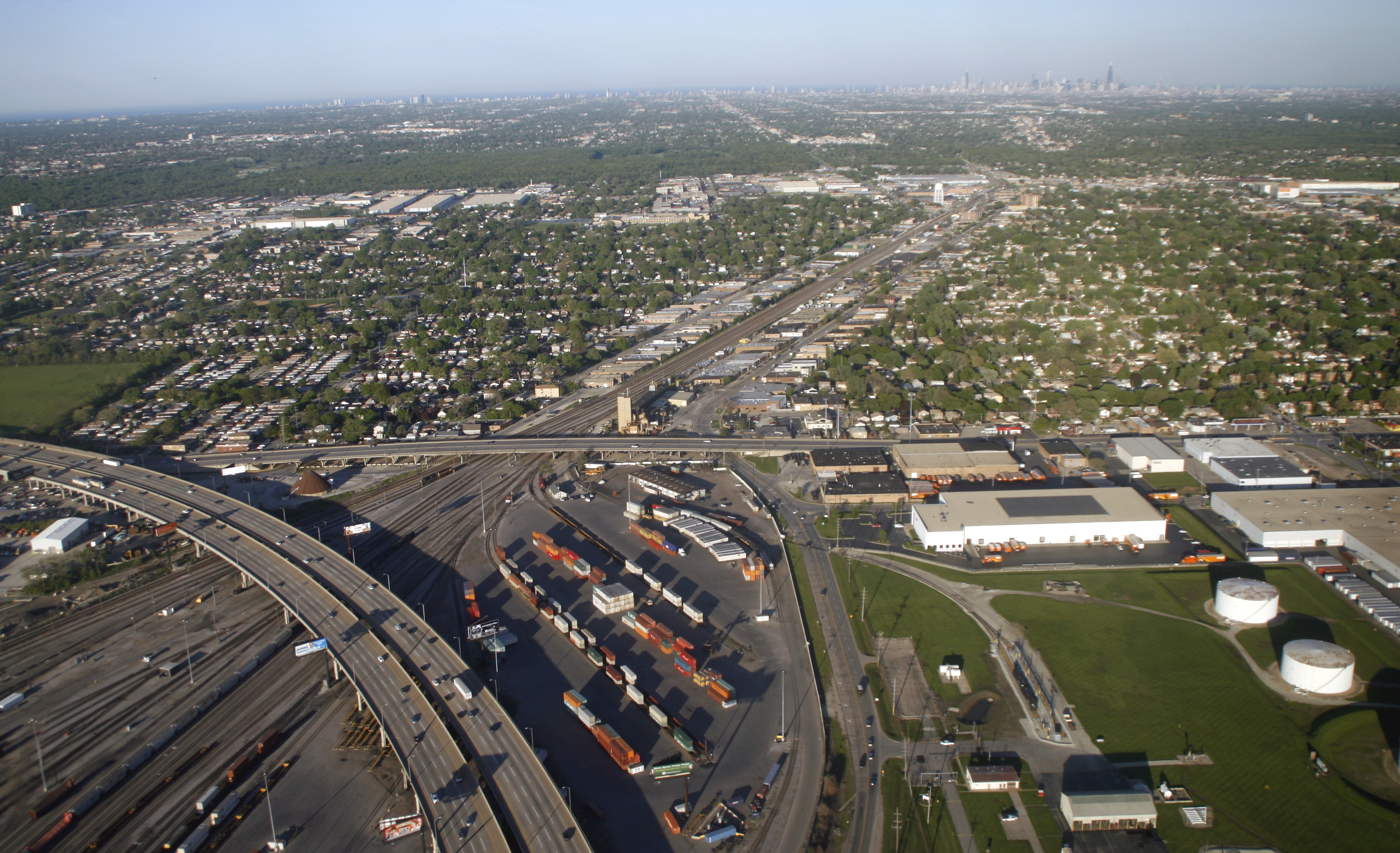
Containerterminal auf der Ostseite 2008, seit den 1960ern überquert hier der Tri-State Tollway (I-294) den Bensenville Yard

Der 5 km lange Bensenville Yard gliedert sich heute in einen Ost- und Westteil, zwischen denen sich der Ablaufberg und das Stellwerk befinden; zudem überqueren hier zwei Gleise der Union Pacific Railroad das Areal. Im Westteil liegen ein Rangierbahnhof mit 21 Richtungsgleisen und die noch erhaltene Drehscheibe des alten Ringlokschuppens mit einigen Zufahrtsgleisen. Im Zentrum des größeren Ostteils liegt ein Rangierbahnhof mit 34 Richtungsgleisen, flankiert von Gleisanlagen für die ankommenden und abgehenden Züge sowie den Gleisen des Containerterminals im Südosten, die zusammen mit über 30 Gleisen eine ebenso große Fläche einnehmen.
Seit den 1960er Jahren überquert der Tri-State Tollway (Interstate 294) den Bensenville Yard auf der Ostseite. Im Zuge des geplanten Ausbaus des Straßennetzes um den Chicago O’Hare International Airport, wird zukünftig eine Ringautobahn auch über das Gelände des alten Lokschuppens auf der Westseite führen und das äußere Ende des dortigen Rangierbahnhofs überqueren.